# Costria
Costria is een geslacht van vlinders van de familie houtboorders (Cossidae).

## Soorten
- C. abnoba Schaus, 1892
- C. arpi Schaus, 1901
- C. corita Schaus, 1901
- C. discopuncta Schaus, 1901
- C. elegans Schaus, 1901
- C. maruga Schaus, 1901
- C. okendeni Druce, 1906
- C. striolata Schaus, 1901